# War Requiem
War Requiem (Rèquiem de Guerra), de Benjamin Britten, és una obra amb set moviments, que fou estrenada a la catedral de Coventry, Birmingham (Regne Unit), el 30 de maig de 1962.
Compost principalment el 1961 i completat el gener de 1962, El War Requiem es va fer per a la consagració de la nova catedral de Coventry, que es va construir després que l'estructura original del segle XIV fos destruïda en un bombardeig de la Segona Guerra Mundial. Els textos llatins tradicionals s'intercalen, en juxtaposició narrativa, amb poemes extralitúrgics de Wilfred Owen, escrits durant la Primera Guerra Mundial.
L'obra està escrita per a soprano, tenor i baríton, cor, cor de nois, orgue i dues orquestres (una orquestra completa i una de cambra). L'orquestra de cambra acompanya els escenaris íntims de la poesia anglesa, mentre que la soprano, els cors i l'orquestra s'utilitzen per a les seccions llatines; totes les forces es combinen en la conclusió. El Rèquiem té una durada d'aproximadament 80-85 minuts. El 2019, War Requiem va ser seleccionat per la Biblioteca del Congrés per a la seva preservació al National Recording Registry per ser "important culturalment, històricament o estèticament".

## Composició
El War Requiem, interpretat per primera vegada el 30 de maig de 1962, va ser encarregat per marcar la consagració de la nova catedral de Coventry, que es va construir després que l'estructura original del segle XIV fos destruïda en un bombardeig de la Segona Guerra Mundial. La reconsagració va ser una ocasió per a un festival d'arts, per al qual Michael Tippett també va escriure l'òpera King Priam.
Britten, pacifista i objector de consciència, es va inspirar en l'encàrrec, que li va donar total llibertat per decidir què compondria. Va optar per ambientar la tradicional Missa llatina pels morts entrellaçada amb nou poemes sobre la guerra del poeta anglès Wilfred Owen. Owen, que va néixer el 1893, era el comandant d'una companyia de fusellers quan va ser assassinat en acció el 4 de novembre de 1918 durant la travessia del canal Sambre-Oise a França, només una setmana abans de l'⁣armistici. Encara que era pràcticament desconegut en el moment de la seva mort, posteriorment va arribar a ser venerat com un dels grans poetes de guerra.
Philip Reed ha parlat de la progressió de la composició de Britten del War Requiem a la publicació de Cambridge Music Handbook sobre l'obra. El mateix Britten va reconèixer la influència estilística dels Rèquiems d'altres compositors, com el de Giuseppe Verdi, en la seva pròpia composició.
Britten va dedicar l'obra a Roger Burney, Piers Dunkerley, David Gill i Michael Halliday. Burney i Halliday, que van morir a la guerra, eren amics de Peter Pears i Britten, respectivament. Segons la pàgina web de War Requiem de la Fundació Britten–Pears, Dunkerley, un dels amics més propers de Britten, va participar en el desembarcament de Normandia de 1944. A diferència dels altres dedicats, va sobreviure a la guerra però es va suïcidar el juny de 1959, dos mesos abans del seu casament. Cap dels altres consagrats va ser enterrat, però se'ls recorda en monuments commemoratius dels desapareguts.

## Orquestració
Les forces musicals es divideixen en tres grups que s'alternen i interactuen entre si al llarg de la peça, finalment combinant-se totalment al final de l'últim moviment. La soprano solista i el cor estan acompanyats per l'orquestra completa, els barítons i tenors solistes estan acompanyats per l'orquestra de cambra, i el cor de nois està acompanyat per un petit orgue portatiu (aquest últim grup idealment està situat a certa distància de l'orquestra completa). Aquest grup produeix un so molt estrany i llunyà. La soprano i el cor i el cor de nois canten el text tradicional del Rèquiem llatí, mentre que el tenor i el baríton canten poemes de Wilfred Owen, intercalats per tot arreu.

## Moviments i estructura
L'obra consta de sis moviments:
1. Requiem aeternam (10 minuts)
  1. Requiem aeternam (cor i cor de nens)
  2. "What passing bells" (tenor) – Owen's "Anthem for Doomed Youth"
  3. Kyrie eleison (cor)
2. Dies irae (27 minuts)
  1. Dies irae (cor)
  2. "Bugles sang" (baríton) – Owen's "But I was Looking at the Permanent Stars"
  3. Liber scriptus (soprano i semi-cor)
  4. "Out there, we walked quite friendly up to death" (tenor i baríton) – Owen's "The Next War"
  5. Recordare (cor femení)
  6. Confutatis (cor masculí)
  7. "Be slowly lifted up" (baríton) – Owen's "Sonnet On Seeing a Piece of our Heavy Artillery Brought into Action"
  8. Reprise of Dies irae (cor)
  9. Lacrimosa (soprano i cor) interspersed with "Move him, move him" (tenor) – Owen's "Futility"
3. Offertorium (10 minuts)
  1. Domine Jesu Christe (cor de nens)
  2. Sed signifer sanctus (cor)
  3. Quam olim Abrahae (cor)
  4. Isaac and Abram (tenor and baríton) – Owen's "The Parable of the Old Man and the Young"
  5. Hostias et preces tibi (cor de nens)
  6. Reprise of Quam olim Abrahae (cor)
4. Sanctus (10 minuts)
  1. Sanctus and Benedictus (soprano i cor)
  2. "After the blast of lightning" (baríton) – Owen's "The End"
5. Agnus Dei (4 minuts)
  1. Agnus Dei (cor) interspersed with "One ever hangs" (cor; tenor) – Owen's "At a Calvary near the Ancre"
6. Libera me (23 minuts)
  1. Libera me (soprano i cor)
  2. Strange Meeting ("It seemed that out of battle I escaped") (tenor and baríton) – Owen's "Strange Meeting"
  3. In paradisum (orgue, cor de nens, soprano i cor mixt)
  4. Conclusion – Requiem Aeternam and Requiescant in Pace (orgue, cor de nens, soprano i cor mixt)

## Anàlisi musical
L'⁣interval d'un tríton entre do i fa♯ és un motiu recurrent, l'ocurrència del qual unifica tota l'obra. L'interval s'utilitza tant en contextos que emfatitzen la distància harmònica entre do i fa♯ com aquells que els resolen harmònicament, reflectint el tema del conflicte i la reconciliació present al llarg de l'obra. Els moviments Requiem aeternam, Dies irae i Libera me acaben en una breu frase coral, que consisteix principalment en mitges notes lentes, cada primera i segona frase acaben amb la discordia d'un tríton, amb cada última frase que es resol en un acord de fa major; mentre que al final de l'Agnus Dei el tenor (en la seva única transició dels poemes d'Owen a la litúrgia del Rèquiem, sobre les paraules clau, Dona nobis pacem - Dona'ns la pau) perfila una quinta perfecta de Do a Sol abans de baixar a Fa. ♯ per resoldre l'acord final del cor. Al final de el Dies irae, el tenor canta (de la "Futility" d'Owen) "O what, what made fatuous sunbeams toil, to break earth's sleep at all?" Les notes de "at all" formen el tríton i condueixen a la resolució formal del cor. A l'escenari final d'Owen, "Strange Meeting", una de les expressions més destacades del tríton és cantada pel tenor, dirigint-se a un soldat contrari amb les paraules "Strange friend". Aquest poema s'acompanya d'acords esporàdics separats de dos violins i una viola, que inclouen el tríton com a part d'un acord de setena dominant. Al final del poema, l'acord de corda final es resol a la tònica, portant l'obra al seu final, conciliador In paradisum. A un nivell més pràctic, Britten va facilitar l'execució musical del tríton als compassos de tancament fent cantar el fa♯ en una veu, però el do en una altra.
Altres quatre motius que solen aparèixer junts són diferents fanfàrries de metall del Dies irae: un arpegi creixent, un arpegi descendent seguit d'una nota repetida, una quarta repetida en un ritme de punts que acaba en un arpegi disminuït i una escala descendent. Aquests motius formen una part substancial del material melòdic de la peça: l'escenari de "Bugles sang" està compost gairebé íntegrament per variacions d'ells.
Una altra característica d'enllaç es pot trobar a l'obertura del moviment final, Libera Me, on la melodia de marxa lenta en els contrabaixos (precedida per dos tambors que descriuen el ritme) replica el tema inicial més ràpid del primer poema, Anthem for Doomed Youth.
Una juxtaposició sorprenent es troba a l'⁣Ofertorium, una fuga en l'esquema repetit de tres temps parcials 6/8, 9/8, 6/8, on el cor canta la promesa de Déu a Abraham ("Quam olim Abrahae promisisti, et semini eius" - "que una vegada vau prometre a Abraham i a la seva descendència").
Mentre els solistes masculins canten l'última línia repetidament, els nois canten "Hostias et preces tibi, Domine" ("Sacrifici i oracions que t'oferim, Senyor"), paral·lelament al sacrifici de la missa amb el sacrifici de "half the seed of Europe" ("la meitat de la llavor d'Europa", referència a la Primera Guerra Mundial). La "repetició" de "Quam olim Abrahae" es canta en inversió, diminuendo en comptes de crescendo.
Tot l'Ofertorium és una referència a l'anterior obra de Britten Canticle II: Abraham and Isaac, de 1952. Britten aquí utilitza gran part del material musical de l'obra anterior, però la música del Rèquiem es transforma en formes molt més sinistres.
Encara que hi ha algunes ocasions en què els membres d'una orquestra s'uneixen a l'altra, les forces no s'uneixen fins a la darrera part de l'últim moviment, quan el tenor i el baríton canten la darrera línia del poema d'Owen "Strange Meeting" ("Let us sleep now...") com "In Paradisum deducant" ("Al Paradís condueix-los...") és cantada primer pel cor de nens, després pel cor complet (en cànon de 8 parts), i finalment per la soprano. El cor de nois es fa ressò del Requiem aeternam de l'inici de l'obra, i el cor complet acaba amb el motiu tritonal resolt.

## Estrena i actuacions
Per a l'actuació d'obertura, es pretenia que els solistes fossin Galina Višnevskaja (una russa), Peter Pears (un anglès) i Dietrich Fischer-Dieskau (un alemany), per demostrar un esperit d'unitat. A prop de l'estrena, les autoritats soviètiques no van permetre que Višnevskaja viatgés a Coventry per a l'esdeveniment, encara que més tard se li va permetre sortir per fer l'enregistrament a Londres. Amb només deu dies d'avís, Heather Harper va intervenir i va interpretar el paper de soprano.
Tot i que el Comitè del Festival de la Catedral de Coventry esperava que Britten fos l'únic director de l'estrena de l'obra, el dolor a l'espatlla el va obligar a retirar-se del paper de director principal. No obstant això, va dirigir l'orquestra de cambra, i això va generar una tradició de directors separats que l'obra no requereix i que Britten mai no va preveure. L'estrena va tenir lloc el 30 de maig de 1962, a la catedral reconstruïda amb la City of Birmingham Symphony Orchestra, dirigida per Meredith Davies (acompanyant la soprano i el cor), i el Melos Ensemble, dirigida pel compositor (acompanyant el tenor i el baríton). A petició de Britten, no hi va haver aplaudiments després de l'actuació. Va ser un triomf, i la crítica i el públic en aquesta i les següents actuacions a Londres i a l'estranger la van aclamar com una obra mestra contemporània. Escrivint a la seva germana després de l'estrena, Britten va dir sobre la seva música: "Espero que faci pensar una mica a la gent". A la portada de la partitura va citar a Wilfred Owen:
| « | My subject is War, and the pity of War. The Poetry is in the pity... All a poet can do today is warn. | » |

A causa de les zones horàries, l'estrena de l'hemisferi sud es va avançar unes 12 hores a la d'Amèrica del Nord, tot i que va ser el mateix dia, el 27 de juliol de 1963. L'estrena de l'hemisferi sud va ser a Wellington, Nova Zelanda, amb John Hopkins dirigint l'Orquestra Nacional de Nova Zelanda (ara l'⁣Orquestra Simfònica de Nova Zelanda) i la Royal Christchurch Musical Society, amb els solistes Peter Baillie, Graeme Gorton i Angela Shaw. L'estrena nord-americana va ser a Tanglewood, amb Erich Leinsdorf dirigint l'⁣Orquestra Simfònica de Boston amb els solistes Phyllis Curtin, Nicholas Di Virgilio, Tom Krause i els cors de Chorus Pro Musica i el Columbus Boychoir, amb el nen soprano Thomas Friedman.
L'estrena holandesa va tenir lloc durant el Hollland Festival, l'any 1964. L'⁣Orquestra Concertgebouw d'Amsterdam i el Cor de la Ràdio dels Països Baixos van ser dirigits per Bernard Haitink⁣; l'orquestra de cambra (formada pels instrumentistes de l'Orquestra del Concertgebouw) del mateix Britten. Els solistes van ser Višnevskaja, Fischer-Dieskau i Pears, en la seva primera actuació pública junts.
L'⁣English Chamber Choir va interpretar l'obra a Your Country Needs You, una vetllada de "veus en oposició a la guerra" organitzada per The Crass Collective el novembre de 2002.
Per commemorar la vigília del 70è aniversari de la destrucció de la catedral original, va tenir lloc una representació del Rèquiem a la nova catedral el 13 de novembre de 2010, amb la soprano Claire Rutter, el tenor Daniel Norman, el baríton Stephen Gadd, The Parliament Choir, Saint Michael's Singers, Deutscher Chor London, l'ESO Chamber Orchestra, The Southbank Sinfonia i The Girl Choristers of Coventry Cathedral. Va ser dirigit per Simon Over i Paul Leddington Wright. Es va fer una gravació i es va emetre un dia després a Classic FM. Una segona actuació amb els mateixos intèrprets va tenir lloc el 17 de novembre de 2010 a la catedral de Westminster.
L'Orquestra Simfònica de la Ciutat de Birmingham, dirigida per Andris Nelsons, va oferir una actuació per al 50è aniversari a la catedral de Coventry el 30 de maig de 2012.
En la commemoració de Lincolnshire Remembers del centenari del final de la Primera Guerra Mundial, la catedral de Lincoln va acollir una representació del War Requiem de Britten. Va ser el 3 de novembre de 2018, i fou interpretada pels cantants de la Lincoln Choral Society, Gainsborough Choral Society, Scunthorpe Choral Society, Grimsby Philharmonic Society, Louth Choral Society, Neustadt Liedertafel i el cor de la Catedral de Lincoln es van unir a la Lincolnshire Chamber Orchestra. Els solistes van ser Rachel Nicholls (soprano), Alessandro Fisher (tenor) i Julien Van Mallaerts (baríton). L'organista va ser Jeffrey Makinson i el pianista Jonathon Gooing. Els directors van ser Mark Wilde, Susan Hollingworth i Aric Prentice.